# Ацманчук Олександр Павлович
Олекса́ндр Па́влович Ацманчу́к (8 вересня 1923, Одеса — 6 жовтня 1974, Одеса) — український радянський художник і педагог; член Спілки радянських художників України від 1954 року.

## Біографія
Народився 8 вересня 1923 року в місті Одеса (нині Україна). Протягом 1938—1947 років (з перервою на евакуацію під час німецько-радянської війни) навчався в Одеському державному художньому училищі, був учнем Леоніда Мучника, Миколи Шелюто; у 1947—1953 роках навчався у Ленінградському інституті живопису, скульптури та архітектури імені Іллі Рєпіна у Михайла Авілова. Дипломна робота — картина «У день Військово-Морського флоту».
Упродовж 1953—1957 років викладав фахові дисципліни в Одеському художньому училищі. Серед учнів: Андрій Антонюк, Світослав Божій, Микола Гевелюк, Віктор Герценок, Василь Євич, Микола Змієв, Костянтин Калиновський, Микола Кравцов, Віра Кулигіна, Кім Литвак, Борис Литовченко, Леонід Панкоша, Станіслав Петрашевський, Олександр Шелюто.
Мешкав в Одесі в будинку на вулиці Чкалова, № 1, квартира № 6. Помер в Одесі 6 жовтня 1974 року.

## Творчість
Працював у галузях станкового (створював портрети, пейзажі, натюрморти) та монументального живопису, станкової графіки. Серед робіт:
станковий живопис
- «Портрет художниці Н. Ковтун» (1946);
- «Ранок» (1947);
- серія пейзажів Одеси (1947–1960-ті);
- «Нафтогавань» (1948);
- «Ланжерон» (1950-ті);
- «Хмарний день» (1953);
- «У день Військово-Морського флоту» (1953; Музей Російської академії мистецтв);
- «Портрет Ади» (1954; Одеський художній музей);
- «На дачі» (1954);
- «Діти на ґанку» (1955);
- «Присмерки» (1956);
- «Човнярка» (1956);
- «Осінній туман» (1956);
- «Дано наказ…» (1957; Національний художній музей України);
- «Ранній сніг» (1957);
- «Портрет хірурга Бориса Юхимовича Франкенберга» (1957);
- «Політ» (1960—1967);
- «Голова юнака» (1962);
- «Олива та червоні гори» (1963);
- «Кущ оливи» (1965);
- «Солдат миру» (1965);
- «Ленін на трибуні» (1967);
- «Квітуча гілка» (1970);
- «Портрет В. Касаткіної» (1970);
- «Портрет скульптора Олесандра Князика» (1971);
- «Зліт» (1971);
- «Дівчина в червоному» (1973);
- «Квітуча гілка» (1973);
- «Портрет Ольги Токаревої» (1973);
- «Наталя» (1973);
- «Портрет молодого вченого»/«Обчислювач» (1973);
- «Барабанщик» (1970—1974).

монументально-декоративні панно
- «Жовтнева революція» на Головному павільйоні Виставки передового досвіду в народному господарстві УРСР у Києві (1958, у співавторстві з Адольфом Константинопольським, Олександром Хмельницьким, Михайлом Кривенком);
- «Володимир Ілліч Ленін» в приміщенні Одеського Головпоштамту (1962).

Виконав низку графічних портретів, зокрема заслуженого артиста РРФСР Сергія Філіппова (1958, вугілля).
Брав участь у республіканських виставках з 1957 року, всесоюзних — з 1953 року, зарубіжних — з 1965 року.